# Palais des congrès de Toulon
 (mai 2014).
Si vous disposez d'ouvrages ou d'articles de référence ou si vous connaissez des sites web de qualité traitant du thème abordé ici, merci de compléter l'article en donnant les références utiles à sa vérifiabilité et en les liant à la section « Notes et références ».
Pour les articles homonymes, voir Palais des congrès.
Le Palais des Congrès Neptune, accueille de multiples formats de rencontres professionnelles et évènementielles (congrès, séminaires, colloques, incentives, conférences…). Décliné sur 3 niveaux, il est composé d’un espace exposition, de salles plénières, d’un auditorium et d’un espace restauration. 

## Infrastructures

### La salle Colbert
- 298 places assises à plat
- 3 accès
- 3 cabines de traduction simultanée
- Console numérique Yamaha LS9, Sonorisation L’Acoustic, vidéoprojecteur 7000 lumens

### L’auditorium Vauban
- 798 places assises (demi capacité possible) – 2 accès
- Distance régie/écran : 39 mètres
- Lumière : Eclairage traditionnel, Asservis, console Grand Ma 2 Full Size
- Sonorisation : L’Acoustic avec Rappels, Console Yamaha DM 2000, Micros HF Shure Série UR
- Projection : Vidéoprojecteur 12000 Lumens Full HD, Info décor
- 4 loges
- cabines de traduction simultanée

### Espaces, Commissions et Ateliers
- un accueil général (597 m2) et un foyer bar (465 m2)
- 4 salles de commissions de 30 à 50 m2
- 534 m2 modulables en 7 commissions, réunies autour d’un vaste puits

de lumière et d’un hall de 710 m2. 

### Exposition
- 2 500 m2 d’exposition sur 3 niveaux
- Simulateur d’implantation
- Accès aux différents niveaux : ascenseur panoramique escalator, escalier d’apparat, monte-voiture.

### Technique et audiovisuel
- Matériel de pointe
- Un savoir-faire et des procédures sécurisants
- Un catalogue d’aménagements scéniques diversifiés

### Restauration
- Un Traiteur labellisé « Traiteur de France »
- Niveau 1 : jusqu’à 1000/cocktail ou 800 couverts
- Niveau 3 : 358 m2 pour 407 convives en repas assis ou 500 personnes en cocktail debout.

## Accès
- Air : Accès par l’aéroport européen Toulon, ou l’aéroport international de Marseille-Provence, situé à 1h du Palais des Congrès de Toulon.
- Autoroute : Depuis Marseille : A50 direction Nice. Depuis Nice : A57 direction Hyères ou Toulon.
- Train : Gare TGV de Toulon à 10 minutes à pieds du Palais Neptune. A 3h40 de Paris.